# Дани Војислава Илића Млађег
Дани Војислава Илића Млађег је културна манифестација која се одржава у Ореовици, родном месту српског песника Војислава Илића Млађег.
У току манифестације додељује се награда за најбољи сонет и за најбољу дечију песму коју додељује Центар за културу „Војислав Илић Млађи” из Жабара.